# نيفيل ويذرز
نيفيل ويذرز (بالإنجليزية: Neville Withers)‏ هو لاعب كرة قدم أسترالية أسترالي، ولد في 6 ديسمبر 1940.

## وصلات خارجية
- نيفيل ويذرز على موقع AustralianFootball.com (الإنجليزية)
- نيفيل ويذرز على موقع AFLtables.com (الإنجليزية)